# Хайнрих II (Брауншвайг-Волфенбютел)
Вижте пояснителната страница за други личности с името Хайнрих II.
Хайнрих II Млади (на немски: Heinrich II, der Jüngere; * 10 ноември 1489, Волфенбютел; † 11 юни 1568, Волфенбютел) от род Велфи (Среден Дом Брауншвайг), е херцог на Херцогство Брауншвайг-Люнебург и от 1514 г. до смъртта си княз на Брауншвайг-Волфенбютел. Той е последният католически княз в територията на Долна Саксония.

## Живот
Той е вторият син на херцог Хайнрих I фон Брауншвайг-Волфенбютел (1463 – 1514) и Катарина от Померания († 1526).
Наследява баща си през 1514 г. През 1515 г. се жени за Мария фон Вюртемберг (1496 – 1541), дъщеря на граф Хайнрих фон Вюртемберг. От 1519 до 1523 г. Хайнрих II увеличава територията си. Той държи брат си Вилхелм (пр. 1514 – 1557) дванадесет години в арест, понеже иска разделяне на херцогството. Това завършва на 16 ноември 1535 г. с подписването на договора Pactum Henrico-Wilhelminum.
Хайнрих II е верен привърженик на император Карл V и получава Орден на Златното руно. През 1542 г. херцогството му е превзето от Шмалкалдийския съюз и католикът Хайнрих е държан затворен до 1547 г. в Цигенхайн в Хесен.
Останал вдовец през 1541 г., на 22 февруари 1556 г. той се жени за София Ягелонка (1522 – 1575), дъщеря на крал Зигмунт I от Полша. С нея той няма деца. Хайнрих II има дългогодишна тайна връзка с дворцовата дама на съпругата му, Ева фон Трот (1506 – 1567). Тя му ражда седем деца. Тази връзка е тема на съобщението „Wider Hans Worst“ от 1541 г. на Мартин Лутер. Затова той е наричан подигравателно също „wilder Heinz von Wolfenbüttel“.

## Деца
От Мария фон Вюртемберг има децата:
- Маргарета (1516 – 1580)

∞ 1561 херцог Йохан фон Мюнстерберг-Оелс (1509 – 1565)
- Андреас (* 1517, † млад)
- Катарина (1518 – 1574)

∞ 1537 маркграф Йохан фон Бранденбург-Кюстрин (1513 – 1571)
- Мария (1521 – 1539), абатеса на Гандерсхайм
- Карл Виктор (1525 – 1553), убит в битката при Зиверсхаузен
- Филип Магнус (1527 – 1553), убит в битката при Зиверсхаузен
- Юулиус (1528 – 1589), херцог на Брауншвайг-Волфенбютел

∞ 1560 принцеса Хедвиг фон Бранденбург (1540 – 1602)
- Хайнрих († млад)
- Йохан († млад)
- Йоахим († млад)
- Клара (1532 – 1595), абатеса на Гандерсхайм 1539 – 1547

∞ 1560 херцог Филип II фон Брауншвайг-Грубенхаген (1533 – 1596)